# Etiopiens herrlandslag i fotboll
Etiopiens herrlandslag i fotboll representerar Etiopien i fotboll. Laget spelade sin första match den 5 december 1947 mot Franska Somaliland (senare Franska Afar- och Issaterritoriet, därefter Djibouti), och vann med 5-0. I Afrikanska mästerskapet kom man tvåa 1957, trea 1959 och vann turneringen 1962. Därefter har framgångarna uteblivit.

## Afrikanska Mästerskapet

### 1950-talet
Etiopien var en av de första länderna som var med i afrikanska mästerskapet. 1957 tog man sig till final efter walkover mot Sydafrika. I finalen blev det förlust mot Egypten med 0-4. Etiopien var även med 1959. Nu var det tre lag som var med, Etiopien, Egypten och Sudan och de spelade gruppspel. Etiopiten förlorade bägge matcher med 0-4 mot Egypten och 0-1 mot Sudan och det blev brons.

### 1960-talet
1962 var Etiopien värd men valde att kvala in. I omgång 1 vann man 6-1 hemma mot Kenya men skrällförlorade 4-5 borta, men man gick vidare. Man vann hittills sin enda turnering efter 4-2 mot Tunisien i semifinal och 4-2 mot Egypten efter förlängning och Etiopien vann sin hittills första turnering. 1963 var Etiopien direktkvalificerade som regerande mästare och man hamnade i grupp A med Ghana och Tunisien. Första matchen förlorade man 0-2 mot Ghana men tog sig samman och slog Tunisien med 4-2. Det räckte till bronsmatch. Där var Etiopien chanslösa mot Egypten som vann med 0-3 och de fick revansch efter förra årets final-förlust. 1965 var Etiopien i samma kvalgrupp med Uganda, Sudan, Egypten och Kenya. Etiopien slog Uganda med 2-0 och fick 1-2 borta och vann 2-1 hemma mot Sudan och man var med i turneringen. I turneringen misslyckades man hårt i en grupp med Senegal och Tunisien och Etiopien förlorade med 0-4 mot Tunisien och 1-5 mot Senegal. Etiopiens enda mål stod Luciano Vassalo för. 1968 var Etiopien värd och behövde inte kvala in. Gruppspelet var inga problem efter tre raka vinster mot Uganda med 2-1, Elfenbenskusten med 1-0 samt 3-1 mot Algeriet. I semifinalen förlorade man med 2-3 mot Kongo-Kinshasa efter förlängning och bronsmatchen förlorades med 0-1 mot Elfenbenskusten.

### 1970-talet
Under 1970-talet började oturligt nog Etiopien att förlora framgångarna. Men 1970 slog man ut Tanzania i kvalet med 7-0 hemma och 2-1 borta och i gruppspelet misslyckades man efter förluster med 0-3 mot Sudan, 2-3 mot Kamerun samt 1-6 mot Elfenbenskusten. 1972 förlorade Etiopien mot Kenya i förkvalet hemma och borta och missade därmed afrikanska mästerskapet för första gången. 1974 gick lika illa: man blev skrällad mot Tanzania som vann förkvalet mot Etiopien med sammanlagt 2-4. År 1976 var Etiopien värd. I en grupp med Egypten, Guinea och Uganda slutade Etiopien trea i sin återkomst. Förlust mot Guinea kostade och då räckte inte oavgjort mot Egypten och vinst mot Uganda. I kvalet 1978 slog man ut Mauritius med sammanlagt 4-2 i förkvalet men i sista kvalomgången förlorade man mot Uganda med 0-0 hemma och 1-2 borta, 1-1 borta hade räckt att föra Etiopien vidare till finalerna.

### 1980-talet
Under 1980-talet började Etiopien tillhöra de sämsta lagen i Afrika och under kvalet till 1980 åkte man ut i förkvalet efter 1-1 hemma och 1-2 borta mot Libyen. 1982 i första omgången i kvalet förlorade man 0-1 borta mot Rwanda men repade sig och slog de hemma med 1-0. Slutligen vann man på straffar. I sista kvalomgången slog man ut Guinea på fler bortamål. Under turneringen misslyckades Etiopien och efter 0-3 mot Nigeria, 0-1 mot Zambia samt en tröst med 0-0 mot Algeriet blev det hemgång direkt. Under kvalet till 1984 slog man ut Mauritius i första kvalomgången på straffar men i andra omgången slog Togo ut Etiopien med sammanlagt 2-4. Under kvalet till 1986 och 1988 drog man sig ur.

### 1990-talet
Under kvalet till 1990 gick det först bra i första kvalomgången för Etiopien. I hemmamatchen mot Egypten vann man med 1-0. I returen blev man utspelade med 1-6. 1992 slutade med 6 raka förluster för Etiopien i kvalet i en grupp med Egypten, Tunisien och Tchad. 1994 gick det bättre för Etiopien i kvalet. Man hamnade i en grupp med Nigeria, Uganda och Sudan. Etiopien förlorade sista matchen med 0-6 mot Nigeria borta och man missade turneringen med 3 poängs marginal, en vinst hade räckt men trots besvikelsen var 3-0-vinsten mot Sudan hemma och 1-0 skrällvinsten mot Nigeria hemma var små tröstar. Etiopien slutade trea med Sudan bakom sig. 1996 års kval hamnade Etiopien i en kraftig grupp med Egypten, Algeriet, Uganda, Tanzania och Sudan. Två vinster togs mot Tanzania och Sudan och två oavgjorda kom mot Algeriet och Uganda men 6 poäng räckte enbart till en sistaplats. Under förkvalet till 1998 mötte man Uganda, vann 1-0 hemma men förlorade 0-1 borta men Etiopien gick vidare på straffar. Man hamnade i en grupp med Egypten, Marocko och Senegal. Etiopien visade ändå att man kunde slåss mot stora lag. Mot Egypten förlorade man 1-8(!) borta och skrällde 1-1 hemma. Mot Senegal och Marocko hemma var man mindre lyckad och förlorade med uddamålet i båda matcher. Etiopien slutade sist med 1 poäng.

### 2000-talet
Under första kvalet till 2000-talet drog sig Etiopien ur. Under kvalet till 2002 åkte man ut i förkvalet mot Zambia efter 1-0 hemma och 0-2 borta. 2004 års kval gjorde Etiopien bra ifrån sig trots att bara Liberia hamnade efter. Det började bra för Etiopien under de tre första matcherna bortsett från den svidande förlusten mot Niger borta med 1-3. Man skrällslog ändå Guinea och Liberia med 1-0 var, båda matcher hemma. Sedan förlorade man 0-1 mot Liberia men tog sig och slog Niger med 2-0. I den sista matchen mot Guinea krävdes en vinst för att gå vidare. Matchen slutade dock 0-3 mot Guinea och Etiopien slutade trea i gruppen. 2006 års kval slogs Etiopien ut i förkvalet efter 1-3 hemma och 0-0 borta mot Malawi. 2008 års kval började bra för Etiopien efter 1-0 hemma mot Libyen. Dock förlorade Etiopien de följande matcherna mot Namibia och DR Kongo, båda borta innan man slog DR Kongo hemma med 1-0. Det gav Etiopien en hemsk bra chans att kvala in. Men man förlorade de två sista matcherna och Etiopien klarade sig inte till turneringen.